# Đồng cỏ, xavan và cây bụi ôn đới

Extent of temperate grasslands, savannas and shrublands

Đồng cỏ, xavan và cây bụi ôn đới là một kiểu sinh cảnh trên cạn được định nghĩa bởi Quỹ Quốc tế Bảo vệ Thiên nhiên. Thảm thực vật chiếm ưu thế ở quần xã này là cỏ và/hoặc cây bụi. Khí hậu thì ôn hòa và biến đổi từ bán khô hạn tới bán ẩm ướt. Kiểu sinh cảnh này thì khác biệt với đồng cỏ nhiệt đới ở trạng thái nhiệt độ hàng năm cũng như là loại sinh vật tìm thấy ở đây.
Kiểu sinh cảnh này được gọi là prairie ở Bắc Mỹ, pampas ở Nam Mỹ, veld ở Nam Phi và steppe ở châu Á. Nói chung, những vùng này thì thiếu vắng cây thân gố, ngoại trừ những khu rừng dọc theo các con suối hoặc sông.
Steppe/prairie cỏ thấp là những vùng đồng cỏ cỏ thấp xuất hiện ở khí hậu bán khô hạn. Prairie cỏ cao là những vùng đồng cỏ cỏ cao ở những khú vực có lượng mưa lớn hơn. Heath và pasture thì lần lượt là cây bụi và đồng cỏ cỏ thấp nơi sự phát triển rừng bị cản trở bởi hoạt động của con người chứ không phải của khí hậu.
Quần xã thực vật của thảo nguyên Á Âu và Đại Bình nguyên Bắc Mỹ, phần lớn đã bị triệt hạ do chuyển sang nông nghiệp. Dẫu vậy, có thể vẫn còn lên tới 300 loài thực vật khác nhau phát triển trên diện tích ít hơn 3 acres ở đồng cỏ cỏ cao Bắc Mỹ, thứ có lẽ cũng đồng thời hỗ trơ hơn 3 triệu cá thể côn trùng mỗi acre. Đồng cỏ và thảo nguyên Patagonia nổi bật vì sự khác biệt trong cấp độ họ và loài ở mỗi một đơn vị phân loại khác nhau. Vùng

## Vùng sinh thái đồng cỏ, xavan và cây bụi ôn đới
| Afrotropic Temperate grasslands, savannas, and shrublands | Afrotropic Temperate grasslands, savannas, and shrublands |
| --------------------------------------------------------- | --------------------------------------------------------- |
| Al Hajar Al Gharbi montane woodlands                      | Oman                                                      |
| Amsterdam and Saint-Paul Islands temperate grasslands     | Amsterdam Island, Saint-Paul Island                       |
| Tristan da Cunha-Gough Islands shrub and grasslands       | Tristan da Cunha, Gough Island                            |

| Australasia Temperate grasslands, savannas, and shrublands | Australasia Temperate grasslands, savannas, and shrublands |
| ---------------------------------------------------------- | ---------------------------------------------------------- |
| Canterbury-Otago tussock grasslands                        | New Zealand                                                |
| Eastern Australia mulga shrublands                         | Úc                                                         |
| Southeast Australia temperate savanna                      | Úc                                                         |

| Nearctic Temperate grasslands, savannas, and shrublands | Nearctic Temperate grasslands, savannas, and shrublands |
| ------------------------------------------------------- | ------------------------------------------------------- |
| California Central Valley grasslands                    | Hoa Kỳ                                                  |
| Canadian aspen forests and parklands                    | Canada, Hoa Kỳ                                          |
| Central and Southern mixed grasslands                   | Hoa Kỳ                                                  |
| Central forest-grasslands transition                    | Hoa Kỳ                                                  |
| Central tall grasslands                                 | Hoa Kỳ                                                  |
| Columbia Plateau                                        | Hoa Kỳ                                                  |
| Edwards Plateau savanna                                 | Hoa Kỳ                                                  |
| Flint Hills tall grasslands                             | Hoa Kỳ                                                  |
| Montana valley and foothill grasslands                  | Hoa Kỳ                                                  |
| Nebraska Sand Hills mixed grasslands                    | Hoa Kỳ                                                  |
| Northern mixed grasslands                               | Canada, Hoa Kỳ                                          |
| Northern short grasslands                               | Canada, Hoa Kỳ                                          |
| Northern tall grasslands                                | Canada, Hoa Kỳ                                          |
| Palouse grasslands                                      | Hoa Kỳ                                                  |
| Texas blackland prairies                                | Hoa Kỳ                                                  |
| Western short grasslands                                | Hoa Kỳ                                                  |

| Neotropic Temperate grasslands, savannas, and shrublands | Neotropic Temperate grasslands, savannas, and shrublands |
| -------------------------------------------------------- | -------------------------------------------------------- |
| Argentine Espinal                                        | Argentina                                                |
| Argentine Monte                                          | Argentina                                                |
| Humid Pampas                                             | Argentina                                                |
| Patagonian grasslands                                    | Argentina, Chile                                         |
| Patagonian steppe                                        | Argentina, Chile                                         |
| Semi-arid Pampas                                         | Argentina                                                |

| Palearctic temperate grasslands, savannas, and shrublands | Palearctic temperate grasslands, savannas, and shrublands |
| --------------------------------------------------------- | --------------------------------------------------------- |
| Alai-Western Tian Shan steppe                             | Kazakhstan, Tajikistan, Uzbekistan                        |
| Altai steppe and semi-desert                              | Kazakhstan                                                |
| Central Anatolian steppe                                  | Thổ Nhĩ Kỳ                                                |
| Daurian forest steppe                                     | Trung Quốc, Mông Cổ, Nga                                  |
| Eastern Anatolian montane steppe                          | Armenia, Iran, Thổ Nhĩ Kỳ                                 |
| Emin Valley steppe                                        | Trung Quốc, Kazakhstan                                    |
| Faroe Islands boreal grasslands                           | Faroe Islands, Đan Mạch                                   |
| Gissaro-Alai open woodlands                               | Kyrgyzstan, Tajikistan, Uzbekistan                        |
| Kazakh forest steppe                                      | Kazakhstan, Nga                                           |
| Kazakh steppe                                             | Kazakhstan, Nga                                           |
| Kazakh Uplands                                            | Kazakhstan                                                |
| Middle East steppe                                        | Iraq, Syria                                               |
| Mongolian-Manchurian grassland                            | Trung Quốc, Mông Cổ, Nga                                  |
| Pontic steppe                                             | Kazakhstan, Moldova, Romania, Nga, Ukraine, Bulgaria      |
| Sayan Intermontane steppe                                 | Nga                                                       |
| Selenge-Orkhon forest steppe                              | Mông Cổ, Nga                                              |
| South Siberian forest steppe                              | Nga                                                       |
| Tian Shan foothill arid steppe                            | Trung Quốc, Kazakhstan, Kyrgyzstan                        |